# Ciliata tchangi
Ciliata tchangi är en fiskart som beskrevs av Li, 1994. Ciliata tchangi ingår i släktet Ciliata och familjen lakefiskar. Inga underarter finns listade i Catalogue of Life.